# Museo de Arte Contemporáneo de Tamaulipas
El Museo de Arte Contemporáneo de Tamaulipas (MACT), se encuentra en la ciudad de Matamoros, Tamaulipas y se enfoca en difundir las artes visuales contemporáneas de México y el mundo, abarcando el periodo de fines del siglo XX a la fecha.
El museo tiene como objetivo colaborar en el proceso de distribución, producción, consumo y análisis de las artes visuales en el estado y ser receptor de las propuestas artísticas de avanzada del arte nacional e internacional.

## Historia
Su sede fue inaugurada el 19 de julio de 1969, dentro del proyecto del Plan Nacional Fronterizo, como un centro artesanal dedicado al fomento de las artesanías. A finales de la década de 1980 y a principios de la década de 1990, funcionó bajo el nombre de Museo del Maíz. Posteriormente, a partir de 1998, operó bajo el nombre de Centro Cultural ‘Mario Pani’. Finalmente, el 21 de octubre de 2002, se constituyó como el Museo de Arte Contemporáneo de Tamaulipas.
Desde sus inicios el MACT tuvo como premisa el promover y fomentar el interés de las manifestaciones del arte contemporáneo, así como convertirse en receptor de nuevas propuestas artísticas nacionales e internacionales. Hoy en día continúa con su objetivo de colaborar en el proceso de distribución, consumo y análisis de las artes visuales en el estado, a nivel nacional e internacional.

## Infraestructura
El museo cuenta con un teatro al aire libre, un patio central, un vestíbulo, tres salas de exhibición, un taller artístico y una librería; en los cuales se han llevado a cabo diversos eventos sociales, presentaciones de danza, espectáculos escénicos, exposiciones, club de lectura, presentaciones de libros, talleres, charlas, conferencias y más.

### Salas
Cuenta con tres salas para exposiciones temporales, se han exhibido obras de artistas nacionales e internacionales como Federico Silva, Alejandro Rosales, Eugenia Belden, José Luis Cuevas, Leonora Carrington, Magali Lara, Roberto Cortázar, Juan Soriano, Naomi Siegmann, Ismael Vargas, Águeda Lozano, Jorge Tellaeche, María José Lavín, Betsabeé Romero, entre otros.

## Servicios
- Teatro al aire libre
- Librería Educal
- Programas artísticos y académicos
- Cursos de dibujo y pintura